# Културни релативизам
Културни релативизам представља идеју да човекова веровања, вредности и навике треба разумети на основу културе те особе, а не да се пресуђује према критеријима другог.
Основан је као аксиома у антрополошким истраживањима Франца Боаса у првим деценијама 20. века, а касније су га популаризовали његови студенти. Боас је идеју артикулисао први пут 1887. године: ,,цивилизација није нешто апсолутно, али је релативно, и наше идеје и концепције су истините само онолико колико наша цивилизација". Међутим, Боас није дефинисао термин.
Прву употребу овог израза записао је филозоф Ален Лирој Лок у Оксфордском енглеском речнику 1924. године, када је Роберт Лоуи описао „екстремни културни релативизам" који је пронађен у књизи Култура и етнологија 1917. године. Израз је постао уобичајен међу антрополозима након Боасове смрти 1942, да би изразио синтезу више идеја које је он развио. Културни релативизам укључује посебне епистемолошке и методолошке тврдње. Да ли оне захтевају или не одређени етички став, питање је расправе. Овај принцип не треба мешати са моралним релативизмом.

## Епистемолошко порекло
Епистемолошке тврдње које су довеле до развоја културног релативизма потичу из немачког просветитељства. Филозоф Имануел Кант тврдио је да људска бића нису способна да усмеравају несметано знање о свету. Сва наша искуства са светом посредују кроз људски ум, који универзално структурира перцепцију према априори појма времена и простора.
Иако је Кант ове посредничке структуре сматрао универзалним, његов ученик Јохан Готфрид фон Хердер је тврдио да људска креативност, о којој сведочи велика разноликост у националним културама, открива да људско искуство посредују не само универзалне структуре, већ и поједине културне структуре. Филозоф и лингвиста Вилхелм фон Хумболт позвао се на антропологију која ће спајати Кантове и Хердерове идеје.
Иако се Хердер фокусирао на позитивну вредност културне разноликости, социолог Вилијам Грејам Самнер скренуо је пажњу на чињеницу да нечија култура може ограничити нечију перцепцију. Овај принцип је назван етноцентризмом, гледиштем да је „сопствена група центар свега", против чега се процењују све остале групе.

## Употреба нација
Неколико нација искористило је културни релативизам као оправдање за ограничавање права у Универзалној декларацији о људским правима, упркос томе што га Светска конференција о људским правима одбацује као бегунца кршења људских права. Прву групу чине нације у којима је револуција инсталирала садашњи режим и који негира потребу за политичком плурализмом: Кина, Вијетнам, Мјанмар, Куба и Иран. Друга група су извесне исламске нације које се придржавају шеријата и неких традиционалних пракси: Јемен, Иран, Саудијска Арабија, Пакистан. Трећа могућа група су државе које дају посебна права одређеним групама: Малезији, Мексику, Индонезији и Колумбији.